# فرضية بندقية الكلثرات

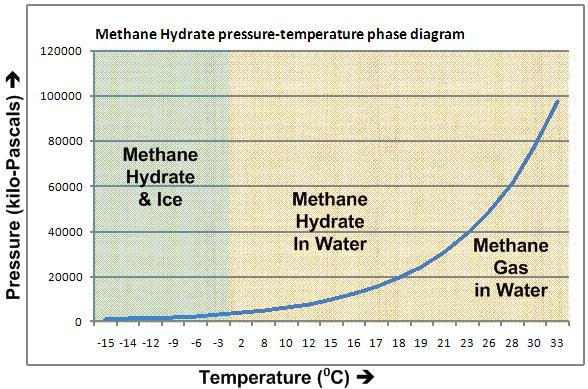
يُطلق الميثان من هيدرات الكلاثريت كغاز إلى عمود الماء المحيط أو التربة عند ارتفاع درجة الحرارة المحيطة.

فرضية بندقية الكلاثريت (Clathrate gun hypothesis) هي فرضية علمية تُشير إلى أن ذوبان كميات ضخمة من هيدرات الميثان (كلاثريتات الميثان) المدفونة تحت قاع المحيطات أو في التربة المتجمدة، يمكن أن يؤدي إلى إطلاق مفاجئ وسريع لغاز الميثان إلى الغلاف الجوي، مما قد يسبب تسارعًا هائلًا في ظاهرة الاحتباس الحراري وتغيرًا مناخيًا عالميًا حادًا خلال فترة زمنية قصيرة.
وقد اشتُق مصطلح « بندقية الكلاثريت » للتعبير عن سرعة العملية وخطورتها، كما لو أن الاحترار العالمي « سحب زناد » هذه البندقية المناخية، وأطلق تفاعلًا غير قابل للعكس.
يكتسب الميثان أهمية خاصة في هذا السياق لأنه غاز دفيئة يفوق تأثيره الحراري تأثير ثاني أكسيد الكربون بكثير، خاصة على المدى القصير، مما يجعله عاملًا محوريًا في سيناريوهات الانفجار المناخي المحتمل. ووفقًا للهيئة الحكومية الدولية المعنية بتغير المناخ (IPCC)، فإن قوة الاحترار العالمي (GWP) للميثان تُقدَّر بنحو 84 إلى 86 مرة أكثر من ثاني أكسيد الكربون خلال فترة 20 عامًا، وتنخفض إلى نحو 28 إلى 34 مرة خلال 100 عام، بسبب تحلله التدريجي في الغلاف الجوي.

## الخلفية العلمية
| البيئة                        | النسبة التقديرية |
| ----------------------------- | ---------------- |
| الجروف القارية                | 70–80%           |
| التربة المتجمدة (البرمافروست) | 15–20%           |
| الرواسب البحرية العميقة       | أقل من 10%       |

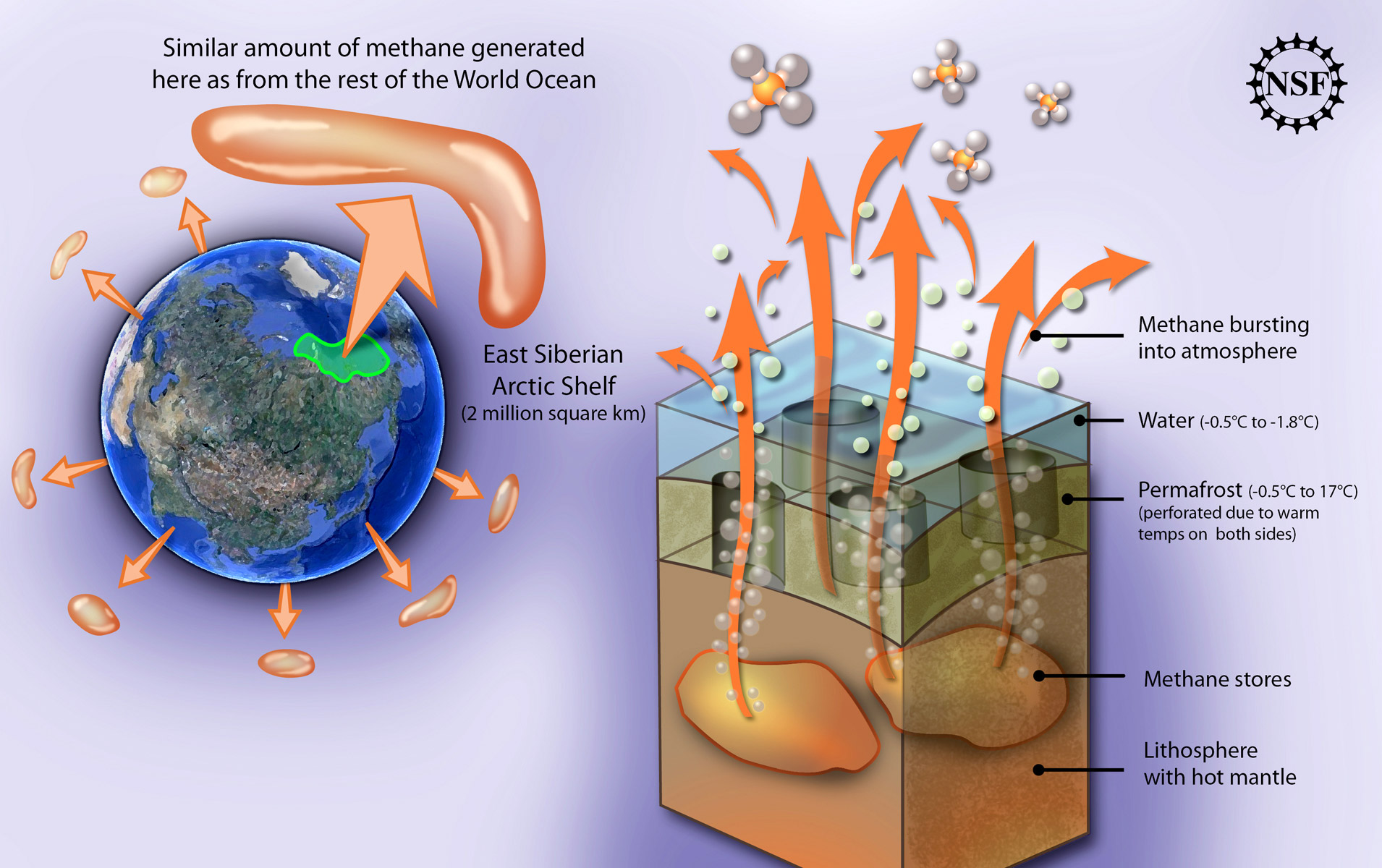
انبعاثات محتملة للميثان في الجرف القاري الشرقي للقطب الشمالي، وهي منطقة حساسة لانبعاثات غاز الميثان نتيجة ذوبان التربة المتجمدة.

تتشكل كلاثريتات الميثان (أو هيدرات الميثان) عندما يُحبس غاز الميثان داخل بنية بلورية من الماء المتجمد، مشكّلة مركبًا صلبًا يُشبه الجليد يُعرف بالكلاثريت. يتكوّن هذا المركب تحت ظروف محددة من الضغط العالي ودرجات الحرارة المنخفضة، كما هو الحال في أعماق البحار أو في التربة المجمدة في المناطق القطبية.

تُعد كميات الكلاثريت في الأرض هائلة، ويُقدّر أن مخزون الميثان في هذه الهيدرات يفوق إجمالي احتياطيات الوقود الأحفوري التقليدية. وتبقى هذه التراكيب مستقرة طالما ظلت درجات الحرارة منخفضة وضغط الطبقات العليا مرتفعًا. لكن عند حدوث احترار في الطبقات العليا من التربة أو مياه المحيطات، قد تبدأ الهيدرات بالتحلل، مما يؤدي إلى تحرير غاز الميثان.
غالبًا ما يُوجد الكلاثريت في شكل رواسب مترسبة تحت قاع المحيطات بعمق يتراوح بين 200 و2000 متر، حيث تشكّل جزءًا من الرسوبيات البحرية. كما يوجد أيضًا في مناطق البرمافروست، لا سيما في سيبيريا وألاسكا وكندا.

يُعد هذا النظام الجيولوجي المعقد في توازن حراري دقيق؛ إذ قد تؤدي تغيرات بسيطة في الحرارة أو الضغط إلى تحفيز عملية تفكك الهيدرات، وانبعاث كميات من الميثان إلى أعماق البحر، ومنها إلى الغلاف الجوي في حال عدم ذوبانه أو تحلله في الماء.
وقد أشارت دراسات إلى أن بعض هيدرات الميثان قد تبقى مستقرة مؤقتًا في ظروف تتجاوز حدود استقرارها التقليدي، في ظاهرة تُعرف بالحفظ الذاتي، ما يجعلها عرضة لانهيارات فجائية عند اختلال هذا التوازن.

## آلية إطلاق الميثان وتأثيره المناخي

رسم بياني يوضح نطاق استقرار هيدرات الميثان في المحيطات من حيث الضغط ودرجة الحرارة. الهيدرات مستقرة في المنطقة البنية، وتتحلل خارجها. لا يشمل الرسم الاستقرار داخل الرواسب.

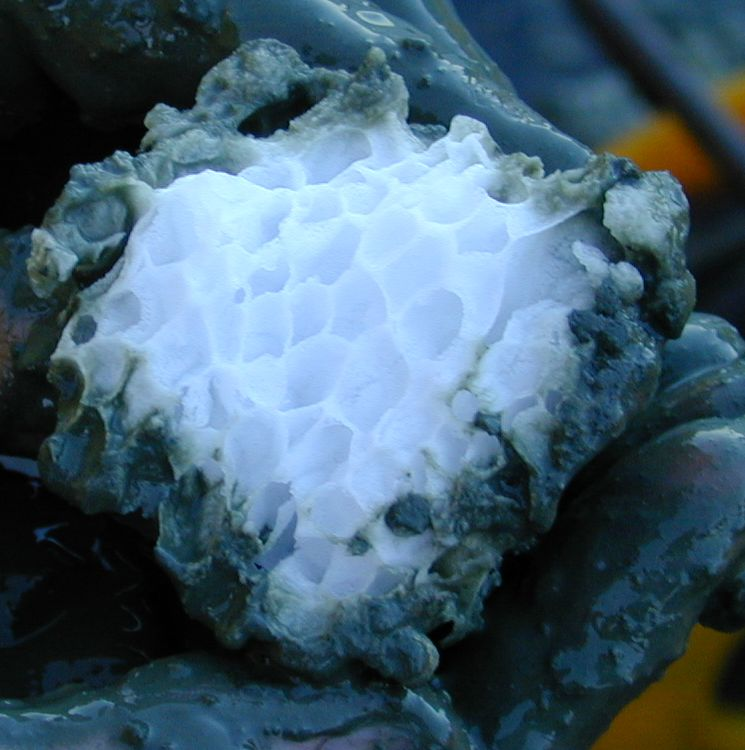
البنية المجهرية لهيدرات الغاز، مأخوذة من منطقة الانغراز قبالة سواحل ولاية أوريغون الأمريكية.

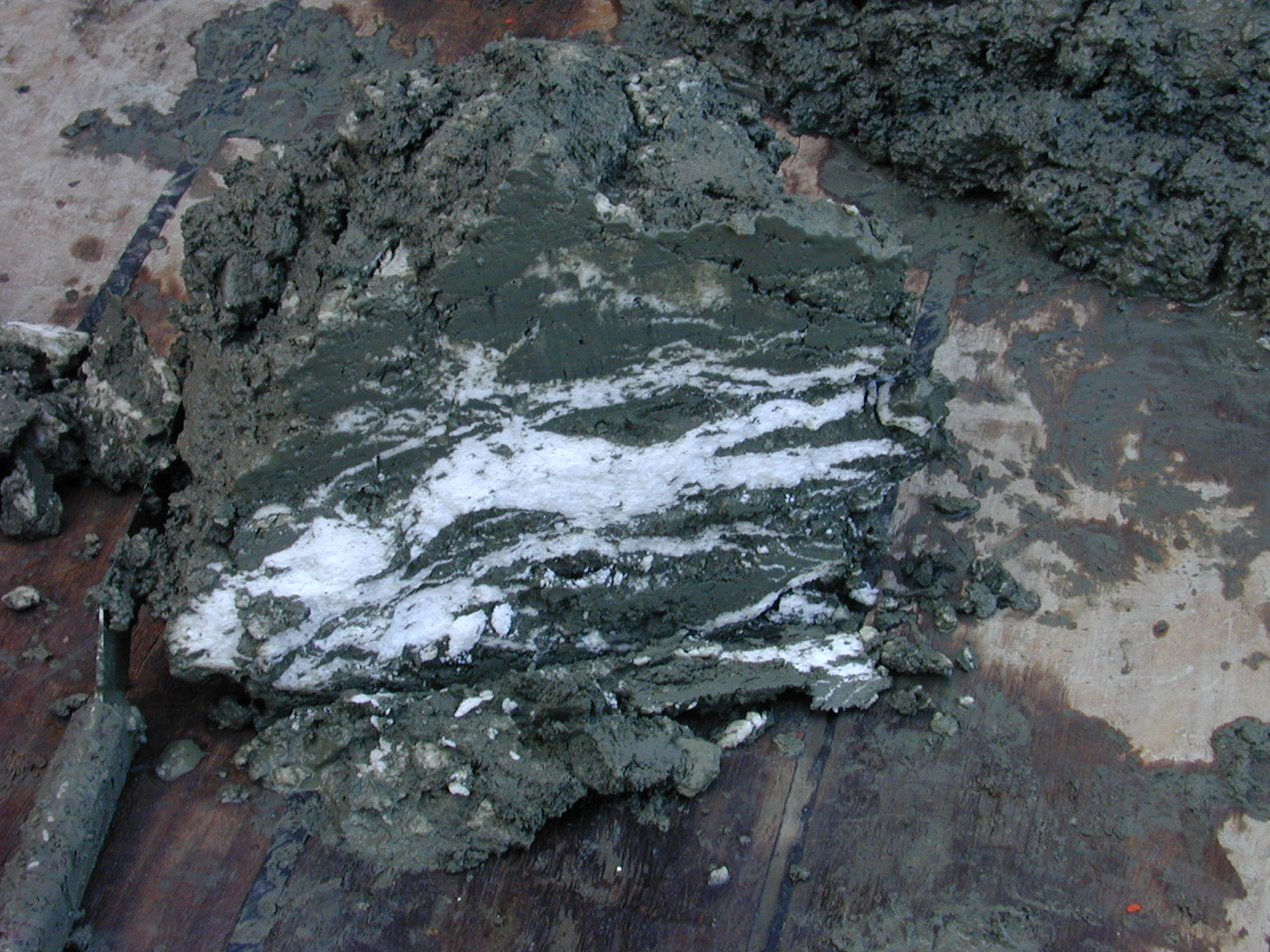
رواسب تحتوي على هيدرات غاز، من منطقة الانغراز قبالة سواحل أوريغون.

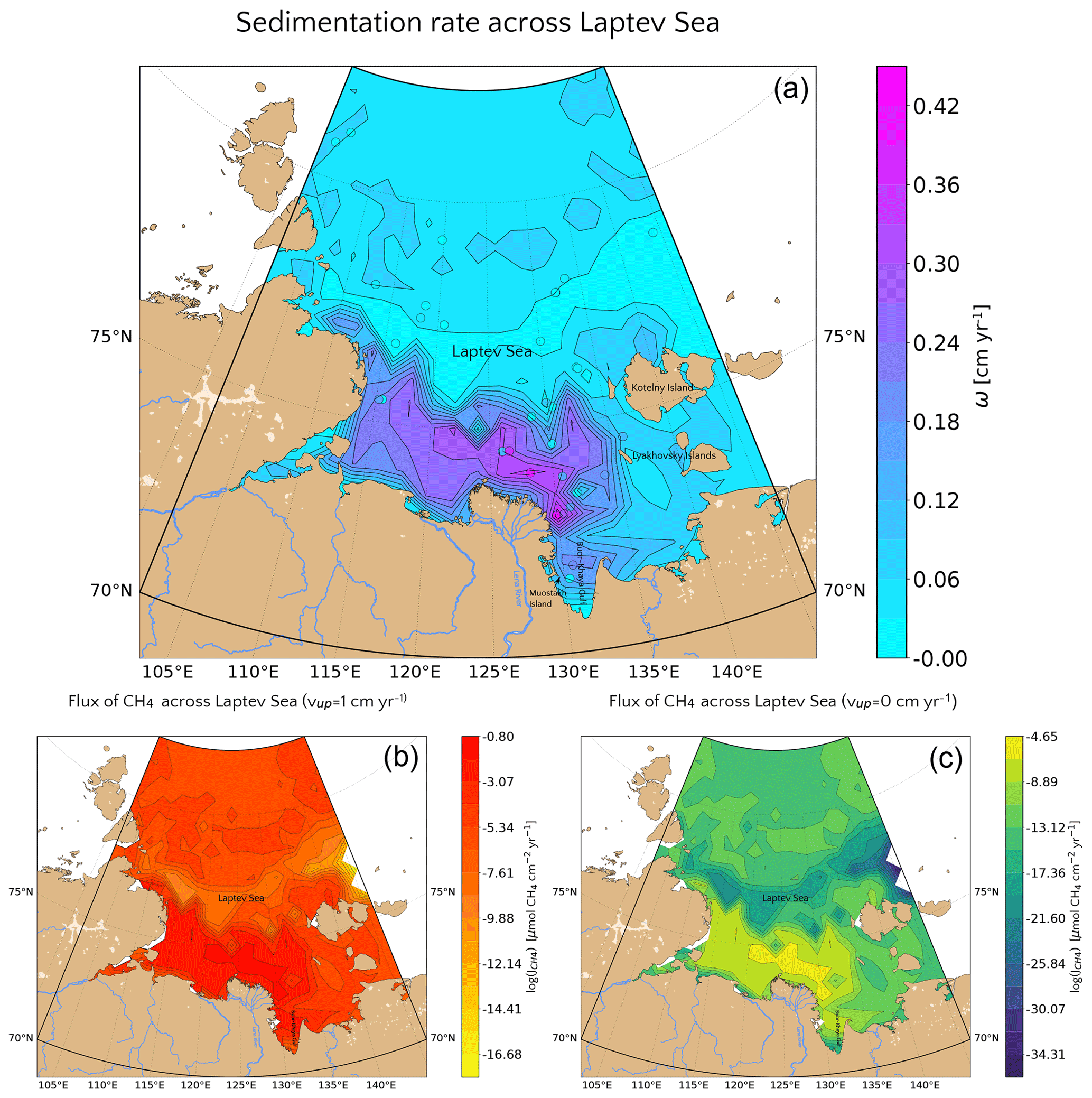
انبعاثات الميثان في بحر لابتيف تُستهلك عادة داخل الرواسب بواسطة الميثانوتروفات. المناطق ذات الترسيب العالي (أعلى الصورة) تتعرض لاضطرابات مستمرة لمجتمعاتها الميكروبية، مما يجعلها أكثر عرضة لحدوث تدفقات نشطة، سواء بوجود تدفق صاعد (يمين) أو بدونه (يسار). الانبعاث السنوي محدود إلى نحو 1000 طن أو أقل.

تُعد معرفة حجم وتوزع هيدرات الميثان في الرواسب البحرية من التحديات العلمية الكبرى، إذ توجد تفاوتات كبيرة في تقديرات الاحتياطات بسبب محدودية البيانات وعمق الرواسب. رغم ذلك، يُعتقد أن هذه الهيدرات تستقر بشكل رئيسي في بيئات ذات درجات حرارة وضغط محددين، عادة في مناطق بعيدة عن السطح تحت الرواسب البحرية، مما يجعل تحرر الميثان منها عملية بطيئة نسبيًا.
وعلى الرغم من هذا الاستقرار الظاهري، تفترض فرضية بندقية الكلاثريت أن ارتفاع درجات حرارة المحيطات أو التربة المتجمدة يمكن أن يؤدي إلى تحلل هيدرات الميثان بسرعة، مما يُحرر كميات كبيرة من غاز الميثان إلى البيئة المحيطة. ويحدث ذلك عندما يتجاوز الاحترار حدًا معينًا يؤدي إلى عدم استقرار هذه المركّبات، وخاصة في المناطق الهشة من حيث التوازن الحراري، مثل الجروف القارية القطبية والتربة الصقيعية.
تتألف هيدرات الميثان من بنية جليدية خاصة تحبس جزيئات الميثان داخل شبكة من جزيئات الماء المتجمدة، مما يمنحها حالة من الاستقرار تحت ظروف معينة من الضغط والحرارة. ومن المثير للاهتمام وجود ظاهرة الحفظ الذاتي (self-preservation) التي تسمح لهذه الهيدرات بالبقاء مستقرة لفترات طويلة حتى في حال تغير الظروف المحيطة بشكل طفيف، وهو ما يُعد أساسًا لفهم تحرر الميثان المفاجئ خلال الفترات الجيولوجية الماضية.
في قاع المحيط، تُوجد هيدرات الميثان عادةً تحت طبقات من الرواسب، وتبقى مستقرة طالما بقيت درجات الحرارة منخفضة والضغوط عالية. لكن مع ارتفاع حرارة المياه القاعية بفعل تغير المناخ، تبدأ هذه الهيدرات في التفكك تدريجيًا. يُطلق الميثان المتحرر إلى عمود الماء، حيث يمكن أن يتأكسد بفعل البكتيريا، إلا أن جزءًا كبيرًا منه قد ينجو ويصل إلى الغلاف الجوي، خاصة في المناطق الضحلة مثل الجرف القاري السيبيري.
أما في المناطق البرية، مثل سيبيريا وكندا، فإن ذوبان التربة المتجمدة (البرمافروست) يُمكن أن يحرر الميثان مباشرة إلى الغلاف الجوي، إما من الكلاثريتات أو من التحلل الحيوي للمادة العضوية القديمة المدفونة في التربة. وفي كلتا الحالتين، يزيد هذا الانبعاث من تأثير الدفيئة، ويؤدي إلى مزيد من الاحترار، ما قد يُطلق المزيد من الميثان في دورة ذات تغذية راجعة إيجابية.
على الرغم من ذلك، توجد في الرواسب البحرية بكتيريا ميثانوتروف (Methanotrophs) تلعب دورًا مهمًا في استهلاك الميثان المتحرر قبل وصوله إلى الغلاف الجوي. تقوم هذه الكائنات الدقيقة بتحويل الميثان إلى مركبات أقل ضررًا، مما يقلل من كمية الميثان المنبعثة بالفعل. مع ذلك، تقل فاعلية هذه العملية في المناطق ذات معدلات الترسيب العالية التي تعاني من اضطراب مستمر لمجتمعات البكتيريا، مما يسمح بمرور كميات نشطة من الميثان، وإن كانت نسبتها محدودة مقارنة بالإجمالي.
ترى الفرضية أن هذه الدورة يمكن أن تتسارع بسرعة كبيرة، مما يؤدي إلى « قفزة حرارية » عالمية خلال فترة قصيرة من الزمن الجيولوجي، وربما خلال عقود فقط في السيناريوهات القصوى. وتُشير بعض الدراسات إلى أن هذه الآلية قد تكون حدثت في الماضي الجيولوجي، كما في الانقلاب المناخي (PETM) الباليوسيني–الإيوسيني، وهو اضطراب مناخي مفاجئ ارتفعت فيه درجات الحرارة على نحو ملحوظ، ويُرجح ارتباطه بانبعاث كميات ضخمة من الكربون إلى الغلاف الجوي.
هذا يعني أن انبعاثات الميثان، ولو بكميات صغيرة نسبيًا، يمكن أن تؤدي إلى تسارع شديد في الاحترار العالمي خلال عقود قليلة. ويُعد هذا العامل محوريًا في سيناريوهات "التغذية الراجعة الإيجابية"، حيث يتسبب الاحترار في إطلاق الميثان، مما يزيد بدوره من الاحترار، في دورة يمكن أن تخرج عن السيطرة في حال تجاوزت نقطة عتبة حرجة.

تستند هذه الفرضية إلى ملاحظات جيولوجية ومناخية من العصور السحيقة، وترتبط بالقلق المعاصر من ذوبان التربة المتجمدة في القطب الشمالي، وتحرر كميات ضخمة من الميثان المخزن على مدى ملايين السنين.

## الأدلة الجيولوجية والدعم التاريخي

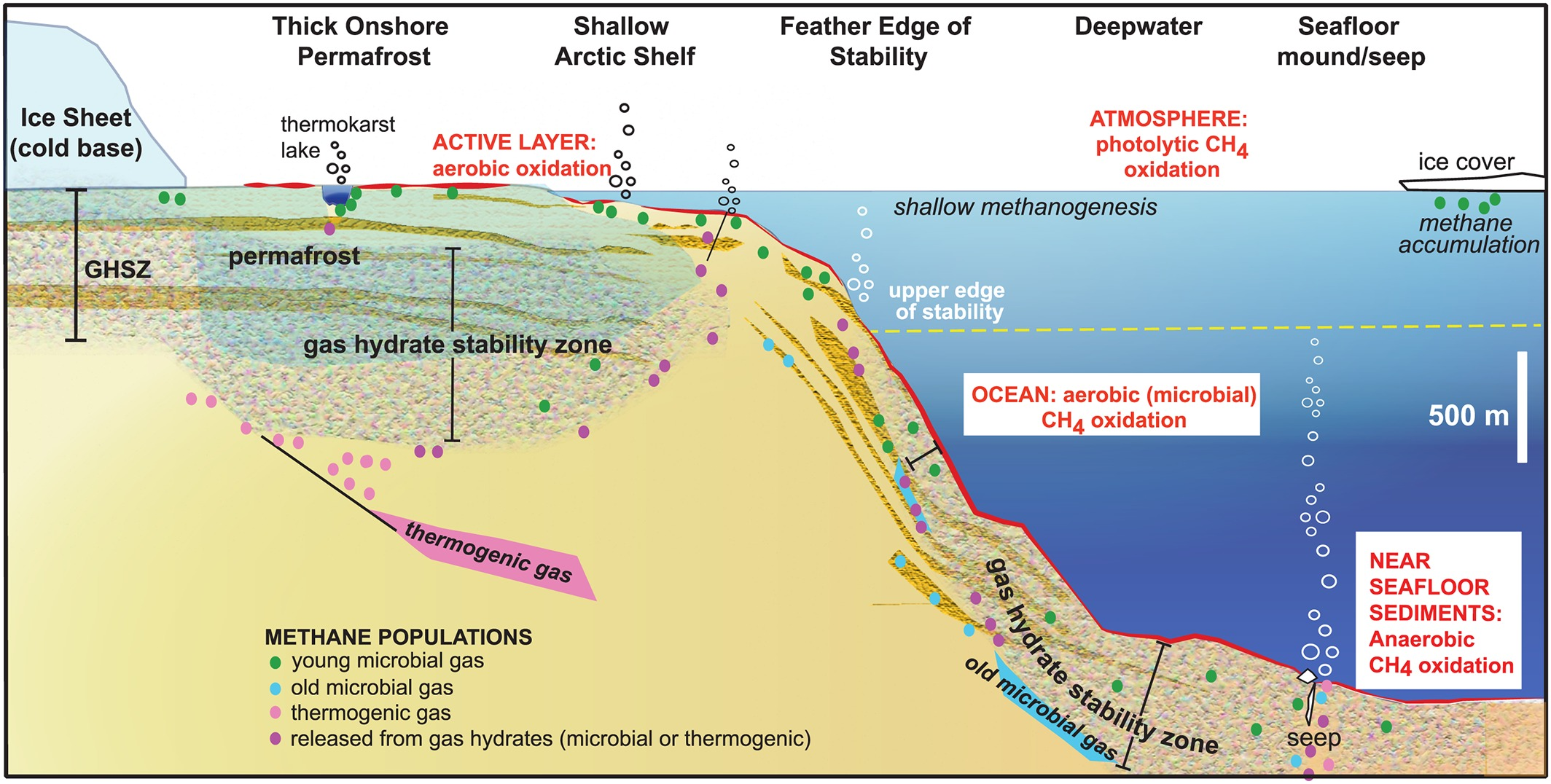
توزيع رواسب هيدرات الغاز حسب القطاعات البيئية، ويُلاحظ التركّز الأكبر في الجروف القارية والمناطق القطبية.

يرتكز الدعم الأساسي لفرضية بندقية الكلاثريت على أحداث مناخية مفاجئة ودراماتيكية في السجل الجيولوجي، خاصة خلال حقبة الباليوجين. ومن أبرز هذه الأحداث ما يُعرف بـالانفجار الحراري الباليوسيني–الإيوسيني (PETM)، الذي وقع قبل نحو 56 مليون سنة، وتميّز بارتفاع حاد في درجات حرارة الأرض بمقدار 5–8 درجات مئوية خلال فترة زمنية قصيرة نسبيًا (أقل من 20 ألف سنة).
تُظهر السجلات الرسوبية من تلك الفترة ارتفاعًا مفاجئًا في تركيزات نظائر الكربون الخفيفة (مثل الكربون-12)، مما يشير إلى إطلاق كميات ضخمة من الكربون العضوي إلى الغلاف الجوي. ويعتقد بعض الباحثين أن هذا الكربون أتى من تحلل واسع النطاق لهيدرات الميثان، نتيجة تغيرات تدريجية في درجة حرارة قاع المحيط.
كما تُوجد أدلة داعمة أخرى من أحداث مناخية متطرفة لاحقة، مثل الأقصى الحراري الإيوسيني الثاني والثالث (ETM2 وETM3)، التي تُظهر أنماطًا مشابهة في النظائر الكربونية وارتفاع درجات الحرارة، وتُشير إلى إمكانية تكرار ظواهر الإطلاق السريع للميثان.
ورغم أن هذه الأدلة لا تُثبت بشكل قاطع أن الكلاثريت كان العامل الوحيد، إلا أن التوقيت الزمني والانحدار الحاد في نظائر الكربون يتسق مع التوقعات التي تطرحها فرضية بندقية الكلاثريت، ما يجعلها إطارًا تفسيريًا محتمَلًا بقوة في فهم هذه الانقلابات المناخية التاريخية.

## المحاكاة والنماذج المناخية
| الغاز                    | قوة الاحترار العالمي (GWP) | قوة الاحترار العالمي (GWP) | فترة البقاء في الغلاف الجوي |
|                          | خلال 20 سنة                | خلال 100 سنة               |                             |
| ------------------------ | -------------------------- | -------------------------- | --------------------------- |
| ثاني أكسيد الكربون (CO₂) | 1                          | 1                          | ~100 سنة                    |
| الميثان (CH₄)            | 84–86                      | 28–34                      | ~12 سنة                     |
| أكسيد النيتروز (N₂O)     | 264–298                    | 265–298                    | ~114 سنة                    |

أجريت العديد من المحاولات لمحاكاة سيناريوهات انبعاث الميثان من الكلاثريت باستخدام النماذج المناخية المتقدمة، بهدف تقييم مدى تأثيرها على درجات الحرارة العالمية واستقرار المناخ. وقد أظهرت هذه النماذج أن انبعاث كميات كبيرة من الميثان خلال فترة زمنية قصيرة يمكن أن يؤدي إلى ارتفاع شديد في درجات الحرارة، خاصة إذا ترافق مع عمليات إطلاق أخرى للكربون مثل ذوبان التربة المتجمدة أو احتراق الغابات.
وتُبيّن الدراسات أن حساسية المناخ لانبعاثات الميثان أعلى مما كان يُعتقد سابقًا، إذ يُسهم الميثان في تعزيز دورة التغذية الراجعة المناخية التي تُسرّع من الاحترار العالمي. وقد استخدمت بعض الدراسات نماذج مناخية مثل HadCM3 لمحاكاة تأثير إطلاق الميثان من الجرف القاري الشمالي.
ومع أن معظم النماذج تشير إلى أن انهيار الكلاثريت على نطاق واسع لا يُعد وشيكًا في الظروف الحالية، إلا أن بعض السيناريوهات المتطرفة تُظهر إمكانية اقتراب نقاط تحوّل حرجة (Tipping Points)، لا سيما في مناطق مثل الجرف القاري في القطب الشمالي.
وتبقى هذه المحاكاة أداةً علمية مهمة لفهم مدى هشاشة النظم المناخية أمام التغيرات المفاجئة، وتسهم في توجيه الأبحاث نحو مراقبة المناطق عالية الخطورة وتحديث التقديرات المناخية العالمية بناءً على المتغيرات الجديدة.

## الآثار البيئية والاجتماعية المحتملة

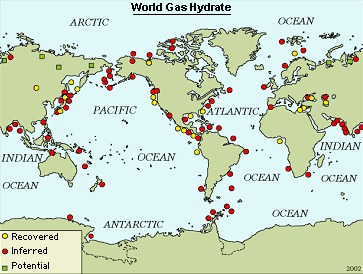
خريطة توضح توزيع مواقع هيدرات الميثان (كلاثريتات الميثان) حول العالم وفقًا لإدارة المسح الجيولوجي الأمريكية (USGS). تظهر الخريطة انتشار هذه الهيدرات في قيعان المحيطات وعلى اليابسة، وتبرز المناطق الأكثر وفرة مثل الجروف القارية والقطب الشمالي. يعد هذا التوزيع أساسًا لفهم مخاطر الانبعاثات المحتملة لغاز الميثان، التي قد تُسرّع ظاهرة الاحتباس الحراري في سيناريو فرضية بندقية الكلاثريت. المصدر : (USGS)

تشير فرضية بندقية الكلاثريت إلى أن إطلاق كميات كبيرة من الميثان إلى الغلاف الجوي قد يؤدي إلى تسارع حاد في ظاهرة الاحتباس الحراري، مما يسبب تغيرات بيئية وجوية جذرية على نطاق عالمي. من بين الآثار البيئية المحتملة:
- ارتفاع درجات حرارة الأرض بشكل مفاجئ، مما يسرع ذوبان الأنهار الجليدية وارتفاع مستوى البحار.
- تغييرات في أنماط الطقس والمناخ، تشمل زيادة وتيرة وشدة الظواهر الجوية المتطرفة مثل العواصف والجفاف.
- تأثيرات سلبية على التنوع البيولوجي نتيجة لتغير المواطن الطبيعية واضطراب الأنظمة البيئية.[24]

أما من الناحية الاجتماعية، فقد تؤدي هذه التغيرات إلى:
- تهجير جماعي لسكان المناطق الساحلية بسبب ارتفاع منسوب البحار.
- تحديات اقتصادية كبيرة في قطاعات الزراعة والصيد نتيجة لتغير المناخ والموارد الطبيعية.
- تفاقم الأوضاع الصحية نتيجة لانتشار الأمراض المرتبطة بالتغيرات المناخية والبيئية.[25]

تُعد هذه الآثار محركات رئيسية لحاجة المجتمع الدولي إلى فهم المخاطر المناخية بشكل أفضل والعمل على استراتيجيات التكيف والتخفيف.

## النقد والجدل العلمي
رغم الاهتمام الكبير بفرضية بندقية الكلاثريت، إلا أن هناك جدلًا مستمرًا حول مدى احتمالية حدوث انبعاثات كبيرة وسريعة للميثان من هيدرات الميثان في الظروف الحالية والمستقبلية. ينتقد بعض العلماء الفرضية باعتبار أن:
1. توازن الهيدرات تحت قاع المحيطات والتربة الصقيعية قد يكون أكثر استقرارًا مما يُعتقد، وأن الانبعاثات قد تكون تدريجية وليست مفاجئة.
2. معظم الميثان المنبعث يُتحلل في المياه البحرية قبل وصوله إلى الغلاف الجوي، مما يقلل من تأثيره على الاحتباس الحراري.
3. النماذج المناخية الحالية تفتقر إلى الدقة الكافية في تمثيل العمليات الجيوكيميائية المعقدة المتعلقة بهيدرات الميثان، مما يحد من القدرة على التنبؤ بدقة بانبعاثات كبيرة.
4. بعض الدراسات تشير إلى أن الكميات الحالية من الميثان المنبعثة من مناطق الكلاثريت لا تظهر علامات على زيادة كبيرة ناجمة عن الاحترار العالمي حتى الآن.
5. يعتقد بعض الباحثين أن هناك عمليات تعويضية طبيعية مثل الأكسدة البيولوجية والجيوكيميائية التي قد تقلل من حدة الانبعاثات المفاجئة.
6. هناك عوامل مناخية أخرى متعددة تلعب دورًا رئيسيًا في التغير المناخي، مثل انبعاثات ثاني أكسيد الكربون الناتجة عن النشاط البشري، ما يجعل التركيز على بندقية الكلاثريت وحدها غير كافٍ لتفسير التغيرات المناخية.

ومع ذلك، تظل فرضية بندقية الكلاثريت موضوعًا نشطًا للبحث، ويُشجع العلماء على تحسين التقنيات الرصدية والنماذج المناخية لفهم أفضل لهذا الخطر المحتمل، خاصة في ضوء تسارع التغيرات المناخية وذوبان التربة المتجمدة.

## الأبحاث والمراقبة الحالية
تُجرى حاليًا العديد من الأبحاث العلمية والمشروعات الرصدية المتقدمة بهدف فهم أفضل لسلوك هيدرات الميثان وانبعاثاتها المحتملة في ظل التغيرات المناخية المتسارعة. تشمل هذه الجهود استخدام تقنيات الاستشعار عن بُعد المتنوعة، مثل الأقمار الصناعية الطيفية التي تقيس تراكيز الغازات الدفيئة، والرادارات التي ترصد التغيرات السطحية للتربة والجليد، وتقنيات الليدار (LIDAR) التي توفر بيانات دقيقة حول توزيع التربة المتجمدة وهشاشتها. إلى جانب ذلك، تُجرى مسوحات جيوكيميائية ميدانية في المناطق القطبية والمحيطات العميقة، لاستخلاص بيانات حول تركيب الرواسب وخصائص هيدرات الميثان، مما يُسهم في تحسين فهم الاستقرار الحراري والضغط اللازمين لبقاء الهيدرات.
تركز الدراسات بشكل خاص على مراقبة المناطق الحساسة مثل الجرف القاري السيبيري والتربة المتجمدة في سيبيريا وكندا، حيث يُحتمل أن تكون هيدرات الميثان أكثر عرضة للانهيار بسبب الاحترار العالمي. تُستخدم محطات رصد أرضية متطورة وأقمار صناعية مخصصة لرصد تراكيز الميثان في الغلاف الجوي بدقة عالية، ما يتيح تحديد مصادر الانبعاثات والمناطق ذات المخاطر العالية. ومن بين المشروعات البارزة في هذا المجال مركز هيدرات الغاز في القطب الشمالي (CAGE) ومختبرات الأبحاث التابعة لوكالة ناسا.
تلعب النماذج المناخية الحاسوبية المتقدمة دورًا محوريًا في محاكاة تأثيرات انبعاثات الميثان من هيدرات الغاز على المناخ العالمي، حيث تسمح هذه النماذج بتقدير سيناريوهات الاحترار المحتملة، وتقييم حساسية النظم المناخية للتغيرات المفاجئة في تراكيز الغازات الدفيئة. ومع ذلك، تواجه هذه النماذج تحديات تتعلق بدقة التمثيل الجيوكيميائي لعمليات تفكك الهيدرات وتفاعلها مع البيئة البحرية والجوية.
يساهم هذا الجهد البحثي المكثف في تقديم بيانات علمية دقيقة تدعم اتخاذ قرارات بيئية وسياسية مستنيرة على المستويات الوطنية والدولية، بما يعزز استراتيجيات التكيف مع التغير المناخي والتخفيف من آثاره. ويتطلب تحقيق هذه الأهداف تعاونًا دوليًا فعالًا بين مراكز البحث والوكالات البيئية والحكومات، ضمن إطار الاتفاقيات الدولية مثل اتفاق باريس للمناخ، لتعزيز القدرات التنبؤية والتخطيط الاستباقي لمواجهة المخاطر المناخية الطارئة.

## الخطوات المستقبلية والتوصيات
تشير الأبحاث إلى ضرورة تعزيز جهود المراقبة المستمرة لهيدرات الميثان ومصادر انبعاث الميثان الطبيعية، بهدف الكشف المبكر عن أي تغيرات قد تشير إلى تسارع في انبعاثات الغاز. ويتطلب ذلك تطوير تقنيات رصد متقدمة تشمل الاستشعار عن بُعد والمراقبة الميدانية الدقيقة.
كما يُعد دعم الدراسات متعددة التخصصات التي تجمع بين الجيولوجيا والبيئة والمناخ أمرًا حيويًا لتوفير فهم شامل لآليات تحرر الميثان وتأثيراتها المحتملة. ويجب تحسين النماذج المناخية لتشمل تفاعلات أدق بين هيدرات الميثان والعوامل البيئية المحيطة.
تشدد التوصيات على أهمية التعاون الدولي وتبادل البيانات والمعلومات بين الدول والمؤسسات البحثية لضمان استجابة سريعة وفعالة لأي تغييرات قد تهدد استقرار المناخ العالمي.
وأخيرًا، يتوجب إدراج المخاطر المرتبطة بفرضية بندقية الكلاثريت ضمن سياسات التخفيف المناخي وخطط التكيف، مع التركيز على تقليل الانبعاثات البشرية للغازات الدفيئة بشكل عام، للحد من الاحترار العالمي ومنع تفاقم هذه الظاهرة المحتملة.

## وصلات خارجية
- مركز هيدرات الغاز في القطب الشمالي والبيئة والمناخ
- مشروع MH21 – JOGMEC لاستخراج هيدرات الميثان
- الهيئة الحكومية الدولية المعنية بتغير المناخ (IPCC)
- موقع الإدارة الوطنية للمحيطات والغلاف الجوي (NOAA)